# Koti
Koti è un dipartimento del Burkina Faso classificato come comune, situato nella Provincia di Tuy, facente parte della Regione degli Alti Bacini.
Il dipartimento si compone del capoluogo e di altri 10 villaggi: Bonzan-Pougouli, Dibien, Djindjerma, Fafo, Gbatari, Haba, Indini, Kayao, Poa e Zangoni.